# Ca' Nuova
Ca' Nuova, storicamente Ca' Nova, è un quartiere popolare di Genova, costituente uno dei sestieri di Pra', posto sulle sue immediate alture di ponente. Ne fa parte il Centro Edilizia Popolare (CEP) di Pra'.

## Storia
Il CEP di Pra', di cui Cà Nuova risulta essere il sestiere praese posizionato all'estremo di ponente della delegazione ed ex-comune di Pra', fu realizzato coincidenza con la fine del boom economico italiano, in concomitanza al grande incremento demografico del capoluogo, dovuto alla forte immigrazione dalle regioni meridionali, che spinse il comune a costruire nuovi spazi abitativi sulle colline.
Tali spazi, negli anni precedenti alla cementificazione del territorio, erano prevalentemente destinati ad uso agricolo. 
Sul vasto territorio del sestiere praese si trovavano solo alcune costruzioni rurali, i bunker delle batterie antiaeree della Cà Nova e la parte superiore del parco e dei giardini di Villa Podestà.
Il simbolo del Sestiere di Cà Nova è appunto la Villa Podestà, che si trova in via Pra', in corrispondenza del casello autostradale di Pra', raffigurata in campo verde scuro, come da gonfalone realizzato dal Comitato Culturale Praese.
Cà Nova è rappresentata, sullo stemma di Pra', da uno dei sei dischi di colore verde scuro (i sei sestieri, appunto, tra cui figurano anche Longarello, San Pietro, Borgo Foce, Sapello e Palmaro) nel riquadro in bianco nella parte alta.
Il comune quindi acquistò dai privati grandi porzioni di territorio per, successivamente, edificare.
Il comune di Genova detiene ancora la proprietà di buona parte degli appartamenti presenti nel quartiere anche se non la totalità.
I primi palazzi vennero edificati verso la fine degli anni sessanta; poi, nel corso degli anni, il quartiere si è ampliato andando ad occupare alcune alture di Pra'.
Data la dislocazione di molte vie anche lontane tra loro, il Cep non ha sviluppato un centro di ritrovo principale per gli abitanti, ma possiede comunque alcuni centri ricreativi come l'area Pianacci.

## Sport
Oltre alla più vecchia società calcistica G.S. Cep, ora militante in seconda categoria, nata nel 1973, nel 2004 è stata fondata una seconda società chiamata Ca' Nova, soprannominati "i Gufi". In passato sono nate altre squadre tra cui la "Gianluca Signorini", in onore dell'ex capitano del Genoa.
Nel corso della sua storia il quartiere Cep ha formato diversi elementi promettenti per il calcio locale e nazionale, tra i più noti il calciatore Roberto Castorina che ha giocato nel Genoa a metà degli anni novanta; Ivan Tisci, anch'egli nelle file del Genoa e poi al Modena; e Matteo Siligato, per anni capocannoniere nelle giovanili rossoblu e vincitore del Torneo di Viareggio con la primavera della squadra.